# Tatort: Spargelzeit
Spargelzeit ist ein Fernsehfilm aus der Krimireihe Tatort. Der Film ist der 775. der Tatort-Reihe und der 18. Fall mit Axel Prahl und Jan Josef Liefers als Münsteraner Ermittler Thiel und Boerne. Der vom WDR  produzierte Beitrag wurde am 10. Oktober 2010 auf Das Erste und ORF 2 erstgesendet. Spargelzeit erzielte die höchsten Tatort-Einschaltquoten in Deutschland seit 13 Jahren.

## Handlung
Sonja, die Ehefrau des Spargelbauern Martin Pütz, wird erstochen. Da Herbert Thiel, der Vater des ermittelnden Kriminalhauptkommissars Frank Thiel, zur Tatzeit auf dem Gelände des Spargelhofes aufgegriffen wird, da er dabei war, Spargel zu stehlen, gerät er unter Verdacht.  Um sich nicht dem Vorwurf der Vetternwirtschaft auszusetzen, schickt Thiel seinen Vater in Untersuchungshaft.
Erste Ermittlungen ergeben, dass das Verhältnis der Dorfbewohner zu den Saisonarbeitern des Spargelhofs nicht besonders gut ist. Zwei Jahre zuvor war die Tochter des Hauses, Julia Pütz, vergewaltigt worden, ohne dass man den Täter ermitteln konnte. Seitdem stehen die polnischen und rumänischen Saisonarbeiter bei den Einheimischen des Vororts von Münster unter Generalverdacht.
Als sich bei der DNA-Analyse der bei der ermordeten Frau Pütz gefundenen Spuren herausstellt, dass die DNA identisch ist mit der, die nach der Vergewaltigung bei Julia Pütz sichergestellt wurde, liegt der Verdacht nahe, dass zwischen der damaligen Vergewaltigung und dem Mord ein Zusammenhang besteht. Während Boerne eine DNA-Reihenuntersuchung auswertet, schickt Thiel seine Assistentin Nadeshda Krusenstern vor, die den Job einer Spargelstecherin bei Pütz annimmt, um verdeckt ermitteln zu können. 
Weitere Ermittlungen ergeben, dass die Beziehung zwischen Julia und ihrer Mutter schwer belastet war. Statt der Tochter nach der Vergewaltigung beizustehen, stritt sich Sonja Pütz immer wieder mit ihrem Mann darüber, wer schuld sei, dass es dazu kommen konnte. Die Gefühle der Tochter schienen keine Rolle zu spielen. Außerdem schwärmte Julia für den polnischen Gastarbeiter Jakub Czarzyk und hielt ihre Gedanken in ihrem Tagebuch fest. Ihre Mutter las diese Tagebucheinträge und machte sich über die erste Liebe ihrer Tochter lustig. Sie ging sogar noch weiter und ließ sich auf ein Verhältnis mit Czarzyk ein. Außerdem war sie dafür verantwortlich, dass Julias Pferd Tango einen Zusammenstoß mit einem Auto hatte, weil sie das Gatter offen ließ. 
Julia erzählt Thiel, dass sie ihre Mutter in der Tatnacht beim Sex mit Czarzyk erwischt habe. Als sie zurück ins Haus gehen wollte, sei sie gestolpert und dann habe da plötzlich das Spargelmesser gelegen und sie habe ihre Mutter damit erstochen. Als Martin Pütz sieht, wie die Polizei seine Tochter abführt, versucht er, Czarzyk, den er für alles verantwortlich macht, was mit seiner Tochter geschehen ist und was sie getan hat, und sich selbst zu töten, indem er sich mit ihm in seinem Wohnwagen einschließt und ein Feuer entfacht. In letzter Sekunde können die Erntehelfer einschreiten und Schlimmeres verhindern. Pütz wird verhaftet. 
Durch einen Wunder-Baum, den Polizeiobermeister Olaf Künast stets in seinem Dienstwagen aufhängt und dessen WC-Stein-Geruch Julia aus der Erinnerung heraus beschrieben hat, kommen Thiel und Boerne dem örtlichen Polizisten auf die Spur. Auf sein Konto geht die Vergewaltigung, seine DNA kam deswegen auf die Leiche von Frau Pütz, weil er überprüfen wollte, ob sie noch lebte, was die DNA-Übereinstimmung zwischen den Fällen erklärt. Er war es auch, der seinerzeit bei der DNA-Reihenuntersuchung mitgeholfen hatte, wobei er seine eigene Speichelprobe manipulierte, um nicht als Vergewaltiger überführt werden zu können. Nach dem misslungenen Versuch, Widerstand zu leisten, nimmt Thiel den Polizisten ebenfalls fest.

## Rezeption

### Einschaltquoten
Die Erstausstrahlung von Spargelzeit am 10. Oktober 2010 wurde in Deutschland von insgesamt 10,49 Millionen Zuschauern gesehen und erreichte einen Marktanteil von 29,3 % für Das Erste; in der Gruppe der 14- bis 49-jährigen Zuschauer konnten 3,72 Millionen Zuschauer und ein Marktanteil von 25 % erreicht werden. Spargelzeit erzielte so die höchste Tatort-Einschaltquote seit 1997.

### Kritik
Die meisten Kritiker stimmten darüber überein, dass die Hauptdarsteller sowie einige der Nebendarsteller eine gute schauspielerische Leistung erbracht hatten, die Folge aufgrund von Mängeln in der Handlung jedoch im Vergleich mit den anderen Folgen des Münster-Tatorts abfalle.
Edo Reent von der Frankfurter Allgemeinen Zeitung lobt die Darsteller, denn „Das Ensemble des Münsteraner „Tatorts“ […] zeigt sich in Spiellaune.“ Das Drehbuch konnte ihn hingegen nicht überzeugen. „Die Handlung von ‚Spargelzeit‘ ist aber buchstäblich aus der Zeit gefallen. Immerhin riecht es nach westfälischem Schinken.“
Diese Meinung teilt Rainer Tittelbach. „Der Krimiplot von ‚Spargelzeit‘ ist ein ziemlich müder Whodunit mit blassen Charakteren, der aufgehübscht wird durch das ländliche Ambiente und die Konnotationsfelder des königlich krautigen Gemüses. Das Wörtchen Spargelliebhaber bekommt einen ganz neuen Sinn.“
Die Redaktion von kino.de attestiert den Darstellern ebenfalls eine gute Leistung. „Der traditionell hohe Unterhaltungswert der Münsteraner ‚Tatorte‘ bleibt auch in der aktuellen Folge erhalten, die Boshaftigkeiten zwischen Thiel und Boerne schießen wie Spargel aus dem Boden, der Dauerzwist der beiden wird durch eine neu geschmiedete Allianz zwischen Thiel senior und dem Gerichtsmediziner zusätzlich befeuert. Der Kriminalfall kann da nicht ganz Schritt halten, zumal der Vergewaltiger der Tochter zu offensichtlich auf dem Silbertablett serviert wird und das Finale deshalb wie fades Dosengemüse schmeckt.“
Matilda Merkels schauspielerische Leistung wird von Carola Siedentop von RP Online besonders hervorgehoben. „Die 14-jährige Matilda Merkel spielt das zerrissene junge Mädchen sehr glaubwürdig und lässt den Zuschauer mit Gänsehaut zurück. Auch Jörg Hartmann in der Rolle des Martin Pütz beeindruckt als hilfloser und überforderter Vater, der seiner Tochter keinen Halt geben kann. Wäre die Darstellung von Vater und Tochter nicht so überzeugend gewesen, wäre der gesamte Krimi völlig untergegangen. Die Gratwanderung zwischen Komödie und Tragödie hat bei ‚Spargelzeit‘ gerade noch die Note vier, ausreichend, verdient. Denn die Macher wollten einfach zu viel Inhalt in 90 Minuten leichte Unterhaltung packen. Boerne und Thiel sollten das bleiben, was sie auszeichnet: Das humorvollste und schillerndste Gespann der ‚Tatort‘-Reihe.“